# Leiter der Feuerwehr
Unter einem Leiter der Feuerwehr versteht man in Deutschland sowohl die Funktionsbeschreibung für den Führer einer kommunalen Feuerwehr als auch die Bezeichnung des entsprechenden Lehrgangs, um diese Funktion wahrzunehmen.

## Lehrgang
Leiter der Feuerwehr ist die Lehrgangsbezeichnung nach FwDV 2. Voraussetzung für die Lehrgangsteilnahme ist die erfolgreiche Teilnahme am Lehrgang „Gruppenführer“, soweit nicht nach Landesrecht eine weitergehende Ausbildung erforderlich ist. Ziel der Ausbildung ist die Befähigung zur Leitung einer Feuerwehr in organisatorischer und verwaltungsmäßiger Hinsicht. Die Lehrgangsdauer beträgt mindestens 35 Stunden. Der Lehrgang wird an Landesfeuerwehrschulen durchgeführt.

## Funktionsbezeichnung
Die Funktionsbezeichnungen gelten sowohl für weibliche als auch für männliche Feuerwehrangehörige.

### Deutschland
Der Leiter der Feuerwehr ist die Führungskraft, die eine kommunale Feuerwehr verwaltungsmäßig führt. Im Normalfall ist die Feuerwehr einer Gemeinde in mehrere Standorte gegliedert. Es gibt dann auch mehrere Leiter auf verschiedenen Ebenen. So kann es Leiter der Feuerwehr für die Gemeinde/Stadt als Ganzes und für die untergeordneten Ortsteile/Stadtteile geben.
Da das Feuerwehrwesen in Deutschland auf Landesebene geregelt ist, hat jedes Bundesland seine eigenen Rechtsvorschriften hierfür erlassen. Es gibt keine einheitliche Benennung der Funktionen in Deutschland. Diese Tabelle stellt die verschiedenen Bezeichnungen für den Leiter einer Feuerwehr nach Bundesländern aufgeschlüsselt dar:
| Wappen | Land                   | Gemeinde-/Stadtebene                               | Orts-/Stadtteilebene                     |
| ------ | ---------------------- | -------------------------------------------------- | ---------------------------------------- |
|        | Baden-Württemberg      | Feuerwehrkommandant                                | Abteilungskommandant                     |
|        | Bayern                 | Kommandant                                         | Kommandant                               |
|        | Berlin                 | Landesbranddirektor                                | Wachleiter (BF) / Wehrleiter (FF)        |
|        | Brandenburg            | Wehrführer                                         | Ortswehrführer                           |
|        | Bremen                 | Leitender Branddirektor (BF) / Bereichsführer (FF) | Wehrführer (FF)                          |
|        | Hamburg                | Oberbranddirektor (BF) / Landesbereichsführer (FF) | Wehrführer (FF)                          |
|        | Hessen                 | Gemeinde-/Stadtbrandinspektor                      | Wehrführer                               |
|        | Mecklenburg-Vorpommern | Gemeindewehrführer                                 | Ortswehrführer                           |
|        | Niedersachsen          | Gemeinde-/Stadtbrandmeister                        | Ortsbrandmeister                         |
|        | Nordrhein-Westfalen    | Leiter der Feuerwehr                               | Einheitsleiter                           |
|        | Rheinland-Pfalz        | Wehrleiter/Stadtfeuerwehrinspekteur                | Wehrführer                               |
|        | Saarland               | Wehrführer                                         | Löschbezirks- oder Löschabschnittsführer |
|        | Sachsen                | Gemeindewehrleiter                                 | Ortswehrleiter                           |
|        | Sachsen-Anhalt         | Gemeinde-/Stadtwehrleiter                          | Orts-/Stadtteilwehrleiter                |
|        | Schleswig-Holstein     | Gemeindewehrführer                                 | Ortswehrführer                           |
|        | Thüringen              | Orts-/Stadtbrandmeister                            | Wehrführer                               |

### Österreich
- Kommandant

### Schweiz
- Kommandant

### Südtirol
- Kommandant